# Pumping Beauty
Pumping Beauty ist eine vierteilige Dokumentarfilm-Serie, die 2022 gedreht und 2023 in der ARD Mediathek veröffentlicht wurde. Pumping Beauty gilt als die erste deutsche Dokumentarfilm-Produktion, die sich differenziert mit dem Thema Female Bodybuilding auseinandergesetzt hat.

## Handlung
Die Serie Pumping Beauty begleitet die beiden deutschen Bodybuilding-Profis Lena Ramsteiner und Bahar Ayra auf ihrem steinigen Weg zum Mr. Olympia, dem Königswettbewerb der Szene. Lena und Bahar kämpfen mit allen Mitteln und äußerster Entschlossenheit, um das Teilnahmeticket für „Ms. Olympia“ in Las Vegas zu lösen und ihren großen Traum Wirklichkeit werden zu lassen. Im Verlauf der vier Folgen wird immer deutlicher, dass Lena und Bahar über den Sport auch zentrale Identitätsfragen verhandeln: Wie sehen sie sich selbst? Wie können sie die Person sein, die sie sein wollen – unabhängig von gesellschaftlichen Erwartungen und weiblichen Rollenbildern, mit denen sie vermeintlich brechen? Und zu welchem Preis?

## Produktion
Es handelt sich bei Pumping Beauty um eine Produktion der DRIVE beta GmbH im Auftrag des MDR für die ARD Mediathek. Gedreht wurde 2022 an verschiedenen Schauplätzen in Süddeutschland, Portugal, Spanien und der USA. Eine TV-Premiere erfolgte am 30. August 2023 im MDR.

## Kritik
Cornelius Pollmer zeigt sich in der Süddeutschen beeindruckt von dem Einblick in die Bodybuilding-Szene: „Eine faszinierend sonderbare Welt tut sich auf, in der noch viel mehr hervortritt als Muskelmasse.“ Dabei lobt er insbesondere die Erzählhaltung der Macherinnen: „All das gelingt, weil Vera Weber zeigt, statt zu zeigefingern. Weil sie einfühlsam ist, aber nicht konfliktscheu. Und weil sie nicht nur ihrem Instinkt vertraut, sondern auch ihrem Publikum“. Auf dem Bodybuilding-Portal Gannikus.de fällt das Fazit folgendermaßen aus: „Bodybuildingfans erhalten […] einen hochwertig produzierten Einblick in die Fitness-Figure-Klasse, die ansonsten auch innerhalb der Szene eher weniger Beachtung findet.“